# Ned Gerblansky
Ned Gerblansky is een fictief figuur in South Park. Hij valt vooral op omdat hij altijd bij zijn beste vriend, Jimbo Kern, is. Ned is net als zijn friend for life Jimbo een oud Vietnam veteraan. In deze oorlog verloor Ned op onfortuinlijke wijze zijn arm doordat een eigen handgranaat in zijn hand ontplofte. Ned kan tevens alleen spreken via een voice-box.

## Afleveringen waarin Ned een prominente rol heeft
- Volcano- Hij en Jimbo nemen de kinderen mee om te gaan kamperen in de bergen. Aan het eind van de aflevering zweert Ned het wapen af door het te laten vallen, waardoor het afgaat en de kogel Kenny vermoordt.
- Big Gay Al's Big Gay Boat Ride- Jimbo overtuigt iedereen ervan dat het South Park team het American Footballtoernooi wint omdat Stan op Quarterback staat. Jimbo en Ned proberen de mascotte van de tegenstanders op te blazen en zo de uitslag in het voordeel van South Park uit te laten vallen.
- Cartman's Mom is Still a Dirty Slut/Cartman's Mom is a Dirty Slut- Hij is mogelijk de vader van Cartman in beide afleveringen. (met Jimbo, eveneens als potentiële vader)
- Summer Sucks- Jimbo en Ned proberen illegaal vuurwerk uit Mexico mee te nemen omdat vuurwerk niet meer verkrijgbaar is in de Verenigde Staten.
- Tweek vs. Craig - Jimbo en Ned leren Tweek boksen.
- Jakovasaurs - Ned en Jimbo helpen de Jakovasaurus. (met Ned)
- Chef Goes Nanners - Jimbo en Ned proberen de vlag van South Park te houden zoals het is (Chef wil deze vlag veranderen in verband met racistische boodschap).
- Scott Tenorman Must Die - Ned en Jimbo leren Cartman jaagtechnieken. (met Jimbo)
- Miss Teacher Bangs a Boy- Ned en Jimbo aanbidden kleuter juf Miss. Stephenson